# 丹尼爾·班尼特·史密斯
丹尼爾·班尼特·史密斯（英語：Daniel Bennett Smith，1956年3月6日—），美國外交官，曾任美國外交學院院長，自2018年9月起獲總統提名及參議院通過為美國外交體系職業大使層級官員，即最高級別的外交官。
丹尼爾於2014年至2018年間任職美國國務院情報研究助理國務卿，並被美國外交界視為資深外交官。
2021年1月20日中午，在新任總統喬·拜登的就職典禮及前任國務卿麥克·龐培歐離任之後，史密斯被任命為代理國務卿，代理任期至同月26日為止。

## 早年生活
史密斯在科羅拉多大學波德分校獲得文學士學位後繼續深造，之後獲得史丹佛大學文學碩士和哲學博士學位。其博士論文題目為《走向國際主義：1933年至1939年的新政對外經濟政策》，並於1983年完成。

## 職業生涯
史密斯曾擔任美國國務院執行官、領事事務首席副部長及國務院副執行官等職。他亦曾於瑞士伯恩、土耳其伊斯坦堡、加拿大渥太華及瑞典斯德哥爾摩等地任外交官，亦曾在美國空軍學院教授政治學。
史密斯在贝拉克·奥巴马在任總統時期，於2010年至2013年擔任美國駐希臘大使。2013年末，由於史密斯長期與情報界密切合作，擁有監督及協調情報與執法活動的經驗，因而獲奧巴馬及時任國務卿約翰·福布斯·凱瑞提名史密斯擔任情報研究助理國務卿。他於2014年至2018年間為情報研究助理國務卿，並於2018年10月獲委任為美國外交學院院長。
2021年1月，新任總統拜登選擇史密斯擔任代理國務卿，任期至參議院通過安東尼·布林肯的提名為止。

## 外部連結
- 美國國務院官方履歷 （页面存档备份，存于）